# Nowy Rok
Nowy Rok – międzynarodowe święto przypadające 1 stycznia każdego roku (w kalendarzu gregoriańskim), w Polsce jest to dzień wolny od pracy. W powszechnie przyjętym zwyczaju obchodzenie święta należy rozpocząć od otworzenia butelki szampana o północy z dnia 31 grudnia na 1 stycznia następnego roku. Dzień poprzedzający Nowy Rok nosi w polskiej tradycji miano sylwestra od imienia świętego, który wspominany jest w tym dniu w liturgii w Kościele rzymskokatolickim − papież Sylwester I.
Zwyczaj rozpoczynania nowego roku od pierwszego dnia stycznia pochodzi ze starożytnego Rzymu, którego mieszkańcy czcili w ten dzień Janusa, boga bram, drzwi i początków. Wiele języków, w tym angielski i niemiecki, przejęło właśnie od Janusa nazwę miesiąca styczeń (ang. January, niem. Januar). Wcześniej, według kalendarza rzymskiego nowy rok witano 1 marca, dlatego też w wielu językach zapożyczone nazwy września, października, listopada i grudnia, czyli 9., 10., 11. i 12. miesiąca roku pochodzą od łacińskich liczebników septem, octo, novem, decem (7, 8, 9, 10). Zmiana rozpoczęcia roku z marca na styczeń została wprowadzona z doraźnych powodów urzędowych – po to, aby nowi konsulowie zdążyli zostać wybrani przed rozpoczęciem sezonu działań wojennych w Iberii.
Wyznawcy prawosławia i część grekokatolików posługująca się kalendarzem juliańskim rozpoczynają Nowy Rok 1 stycznia (co przypada na 14 stycznia według kalendarza gregoriańskiego). Bawią się oni na tzw. małankach w nocy z 13 na 14 stycznia.
W buddyzmie mahajana (praktykowanym w Chinach, Korei, Tybecie, Nepalu, Mongolii, Wietnamie i Japonii) Nowy Rok przypada po pierwszej styczniowej pełni księżyca. Jednak w buddyzmie tybetańskim, który jest formą buddyzmu mahajany, Nowy Rok, czyli Losar, wypada dzień po nowiu księżyca następującym po wejściu Słońca w obszar Gwiazdozbioru Barana (np. w 2014 roku Losar przypadł na dzień 2 marca).
Chiński Nowy Rok wyznaczany jest zgodnie z kalendarzem chińskim i wypada zwykle w drugi (co pewien czas w trzeci) nów księżyca po przesileniu zimowym, które musi wypaść w jedenastym miesiącu księżycowym. Podobnie Nowy Rok, czyli święto Tết w Wietnamie. Także w Korei jest to święto ruchome nazywające się Seollal i obchodzone zgodnie z koreańskim kalendarzem księżycowo-słonecznym.
W buddyzmie therawada i hinajana (w Tajlandii, Mjanmie, Sri Lance, Laosie, Kambodży), tradycyjnie Nowy Rok rozpoczynał się wraz z pierwszą kwietniową pełnią księżyca, jednak współcześnie ma najczęściej stałą datę – rozpoczyna się 13 kwietnia.
Tradycyjnym irańskim świętem Nowego Roku jest Nouruz obchodzone w dniu równonocy wiosennej.
Żydowski Nowy Rok to święto Rosz ha-Szana.